# 三春城
三春城（みはるじょう）は、陸奥国田村郡（福島県田村郡三春町）にあった日本の城。三春町指定史跡。別名舞鶴城。三春藩の藩庁であった。

## 概要
三春城跡は、三春町の中心部、標高407mの丘陵地にあり、戦国時代は田村氏、江戸時代は松下氏、加藤氏、秋田氏の居城であった。現在は公園として整備され、桜の名所としても知られている。城跡近くには、町役場など公共機関が集まっており、現在も三春町の中枢部である地域である。

## 歴史・沿革

### 室町時代・安土桃山時代

#### 田村氏時代1
三春城がいつ頃築城されたのかはわからない。史料上はっきりしていることは、永正年間（16世紀初頭）に田村義顕が守山城（現在の福島県郡山市）より三春城に本拠を移したという。田村氏は田村郡全域を支配していた豪族で、系図上は坂上田村麻呂の子孫となっているがその点は疑問符が付く。田村氏は義顕の後、田村隆顕、田村清顕と続く。隆顕と清顕の時代、田村郡のある仙道地域（現在の福島県中通り）は、会津黒川城の蘆名氏、小高城の相馬氏、岩城郡の岩城氏、出羽米沢城の伊達氏、常陸の佐竹氏などの周辺各地の有力豪族がその勢力拡大のため進出してきていた。それらの豪族より力の劣る田村氏は、各有力豪族と血縁関係を結び、それら豪族の利害関係を利用して、領地を保つ状況であった。
例えば、永禄元年（1568年）の蘆名盛氏の仙道侵攻に対しては、隆顕は自分の正室（伊達稙宗の娘）の実家・伊達氏を後盾にこれに対抗し、また、天正元年（1573年）の佐竹氏の仙道進出には、一転蘆名氏と連合を組んでこれを撃退している。しかし、翌年に蘆名氏と佐竹氏の同盟が成立、さらに同じ仙道地域の小豪族である二本松城の二本松義継や小浜城の大内定綱らもそれに呼応して反田村氏となったため、田村氏は四方を敵に囲まれることとなった。
このような危機的状況の中、田村氏は隆顕から義顕に代替わりした。清顕の正室は相馬顕胤の娘であったので、相馬氏とは友好関係が保たれてはいたが、さらに清顕の一人娘・愛姫を伊達輝宗の嫡男・政宗に嫁がせて、伊達氏とも同盟関係を結ぶことにした。しかしこのころ、相馬氏と伊達氏は伊具郡（宮城県丸森町）を巡って対立を深めており、相馬氏は佐竹氏・蘆名氏等と手を組むこととなる。

#### 田村氏時代2－伊達政宗との関わり
天正12年（1584年）に伊達政宗が伊達氏家督を相続すると、政宗は積極的に仙道進出を繰り返す。このため、田村氏を除く仙道地域の諸豪族は佐竹・蘆名・岩城・相馬などと連合を組み、伊達氏に対抗した。しかし政宗は、父・輝宗が二本松城主二本松義継に謀殺されるなどの試練を乗り越え、天正13年（1585年）冬、人取橋の戦いにおいて伊達・田村軍は数的に圧倒的不利な状況で佐竹氏・蘆名氏等の連合軍の仙道制覇を阻むことに成功する。その後、形勢は逆転し、政宗の南奥羽制覇につながっていくのだが、その過程において、天正14年（1586年）に清顕が死去し、清顕に男子がいなかったため田村氏家督が不在となる状況が生じた。そのため、清顕夫人（相馬顕胤の娘）が三春城主となったが、このとき、田村家中60数名が一致団結を約した誓書（血判状）をしたためている。しかし、血判状とは裏腹に田村家中は清顕夫人の縁に頼って相馬氏と同盟を組むべしと主張する一派（相馬派）とこれまでどおり伊達氏との同盟を継続すべしと主張する一派（伊達派）に分裂した。
このような家中の状況の中、天正16年（1588年）に相馬派は家中掌握のため相馬義胤を三春城に入城させようとする。義胤は三春まで進出するが、伊達派の田村月斎等の反撃にあい、撤退を余儀なくされた。その後、その年の8月に政宗は三春城に入城し、1ヶ月半程滞在して田村領の仕置を行い、家中から相馬派は一掃され、清顕の甥の田村宗顕を三春城主とした。この時をもって、田村氏は実質的に伊達氏に従属したといってよい。なお、田村氏は小田原征伐に参陣しなかった（政宗の指示による）ために豊臣秀吉の奥州仕置によって改易となった。
田村家中はその後、伊達氏に仕えた者、新領主蒲生氏に仕えた者、帰農した者など、それぞれの道を歩むこととなった。宗顕は流浪した後、政宗の死後に愛姫のとりなしによって白石城主・片倉重長に仕えた。

#### 蒲生氏時代－一時的な廃城
奥州仕置によって、三春城は一旦は伊達政宗に預けられて片倉景綱が置かれたが、間もなく田村郡は蒲生領となり、田丸具直が城主となる。だが、理由は不明であるが遅くても文禄4年（1595年）までに田丸は守山城に移されて同年に豊臣秀吉の命によって三春城は廃城とされている。その後の田村郡は上杉領、再び蒲生領となっているが、慶長14年（1609年）までに守山城主であった蒲生郷成が再び三春城に移された。しかし、この年、郷成は津川城の岡重政との権力争いに敗れて出奔し、蒲生忠知（鶴松）が置かれるが、まだ6歳の忠知の統治は現実的では無いため、守役の蒲生郷治が城代となった。しかし、慶長18年（1613年）に岡重政が処刑されると、翌年には忠知・郷治が津川城に移されることになり、蒲生郷成の三春城復帰が認められたが、帰国途中で郷成が急死したために共に帰国した遺児の蒲生郷喜・郷舎兄弟が三春城に入った。しかし、2年後に蒲生兄弟は白河城の町野幸和と権力争いを起こして再び出奔したため、蒲生郷治が三春城に戻されている。

### 江戸時代

#### 松下氏時代まで
その後は加藤領となるが、三春城主には一族や重臣が配され、石高も5万石前後と一般大名なみの所領を与えられていた。寛永5年（1628年）松下長綱が三春3万石に封じられ、入城する。この松下氏時代に三春城は改修され、それまでの戦国城館的なものから近世城郭として生まれ変わった。

#### 秋田氏時代
現在の三春城の構造は、この松下氏時代の城郭を基本としているものである。ただし、この時点ではまだ山城であり、近世的な平山城になるには次の秋田氏時代を待たなければいけない。長綱は寛永21年（1644年）に改易となり、翌年、常陸国宍戸から秋田俊季が5万5千石の領主として三春城へ封じられた。秋田氏は中世に十三湊で一大隆盛を誇った安東氏の末裔である。
その後、秋田氏は幕末まで三春藩主として君臨した。なお、幕末の戊辰戦争の際、官軍（薩摩藩・長州藩・土佐藩迅衝隊など）が隣藩の棚倉城を落とすと、断金隊隊長の美正貫一郎の尽力や河野広中らの働きによって秘かに板垣退助らと会談して三春藩は奥羽越列藩同盟を脱退、官軍に無血降伏した。そのため、三春城は周辺諸藩と違い、逆賊のそしりを受けずに済み落城を免れた。

### 近現代

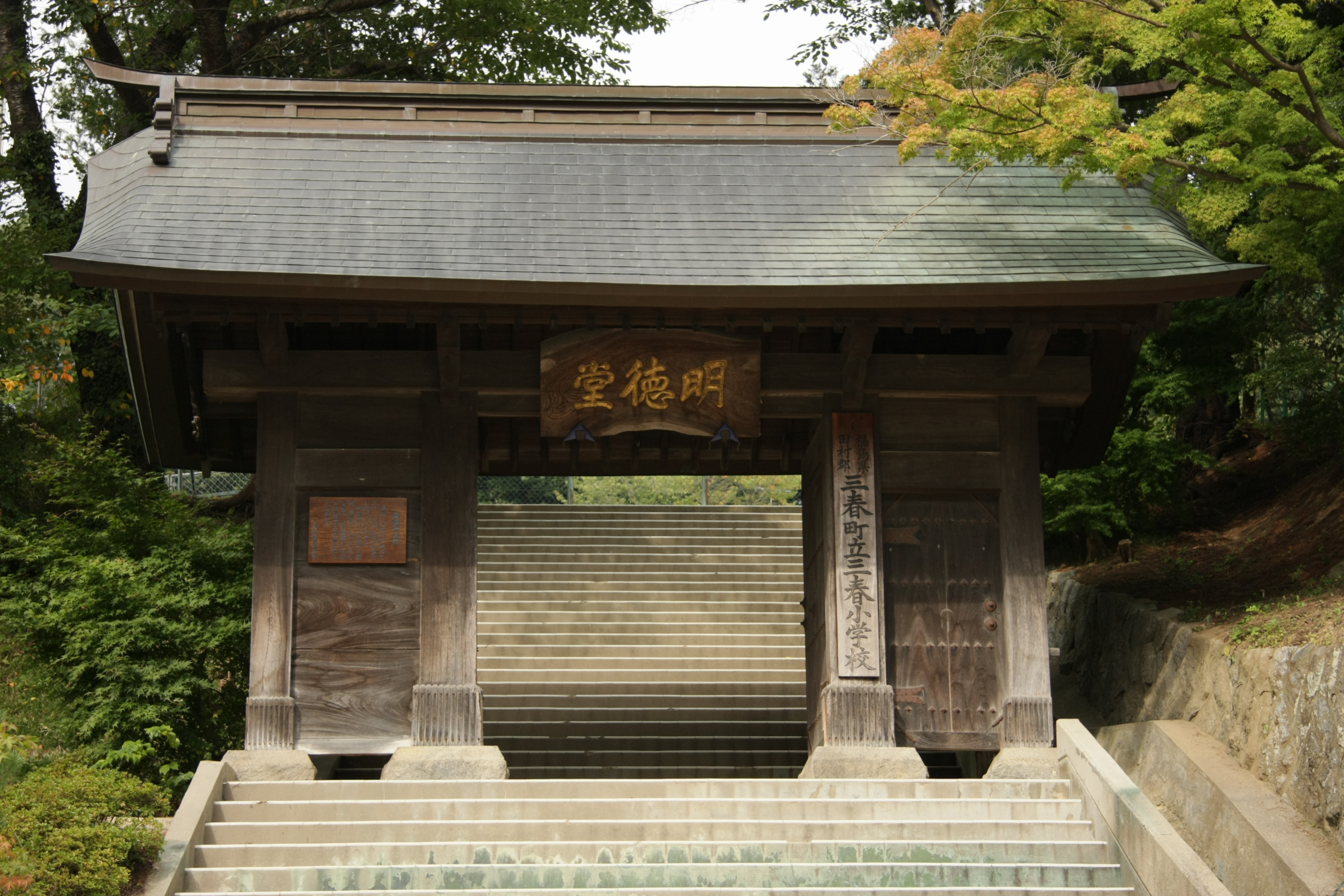
藩校明徳堂の表門（三春小学校の校門）

三春城は明治4年（1871年）の廃藩置県によって廃城となり、その後、兵部省の管轄となる。それに伴い、建物や石垣等が取り壊され、民間に払い下げられた。その際、ほとんどの建造物は失われたが、藩校明徳堂の表門が三春小学校の校門として移築され、現存する。
その後大正11年（1922年）に山頂部分（本丸）は城山公園として整備され、道路が開削されるなどして地形は大きく変わった。二の丸付近には駐車場が整備されてアジサイなどの花が多数植えられ、愛姫生誕の地の碑が立つ。また、山麓の秋田氏時代の居舘跡や武家屋敷があった地域は、役場や合同庁舎、公民館、小学校などとなり、この一帯が現在も三春町の中枢地域の役割を担っている。
2017年（平成29年）4月6日、続日本100名城（110番）に選定された。

## 構造
戦国時代の三春城は、山頂部分の本丸に城主居舘を置き、それを中心に郭を配置した典型的な山城であったと思われる。本来の城である本丸を中心とした「主城」の東南には「東館」と呼ばれる曲輪が、谷を挟んだ北西には「月斎館」と通称される曲輪があり、2つの曲輪は「主城」から一定の自立性を保っていた。しかし、その後、後期蒲生氏時代に「主城」と「東館」部分に石垣が設けられた頃には「月斎館」は放棄されており、その後「東館」も放棄されている。更に前述のとおり、江戸時代初期の松下長綱による改修により、かつての「主城」の一部である本丸西の山麓部分（現在児童公園）に二の丸、東側の山麓に三の丸が設けられ、それらの周囲の丘陵の中腹地（現在お城坂といわれる登り口付近）には重臣の屋敷が配置された。さらに秋田氏時代になると、藩主の居舘を山頂の本丸から山麓に移し（現在の三春小学校一帯）、名実ともに近世的な平山城へ生まれ変わった。天守は無かったが本丸下段に三層三階の櫓があり威容を誇っていた。